# スパス＝ジェメンスク
座標: 北緯54度25分 東経34度01分 / 北緯54.417度 東経34.017度

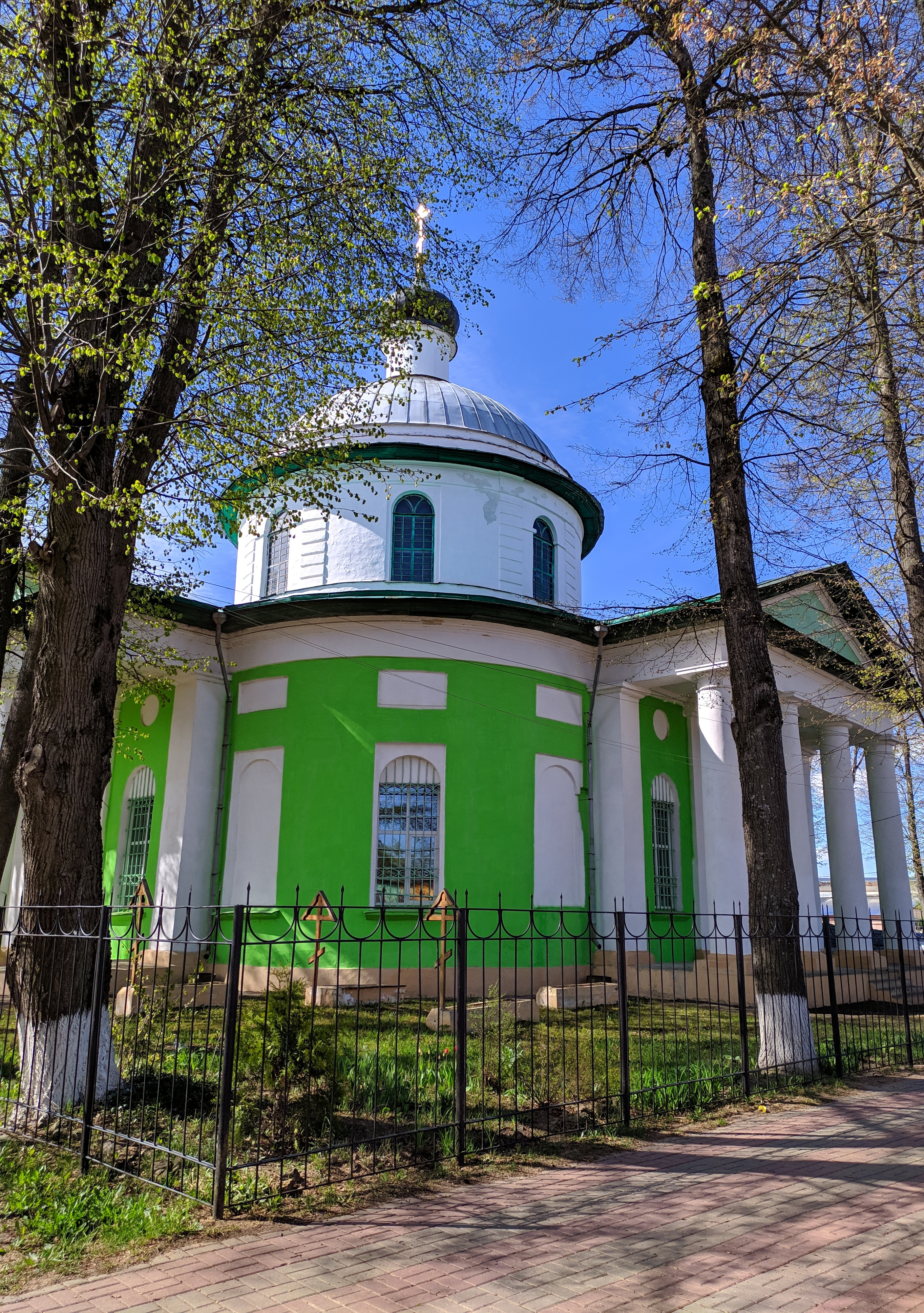

スパス＝ジェメンスク（スパス＝ジェメーンスク、スパス＝デメンスク、ロシア語: Спас-Деме́нск, Spas-Demensk）は、ロシアのカルーガ州にある町。人口は4,569人（2021年）。州都カルーガから西へ197km。最寄りの町は40km南東にあるキーロフと、57km南にあるスモレンスク州のデスノゴルスク。 ウグラ川の支流デメナ川（Demena）沿いに位置する。
トゥーラからスモレンスクへの鉄道がスパス＝ジェメンスクを通るほか、町の南にはユーフノフとロスラヴリを結ぶA101国道が通っている。産業は、繊維・食品・木材の工場がいくつかあるのみである。

## 歴史
スパス＝ジェメンスクは1494年の記録にジェメンスク（Деме́нск）の名で登場している。19世紀のジェメンスクは農業の中心地で、亜麻の栽培や取引を主としていた。1855年に「救世主」の略である「スパス」という語を頭につけて現在の地名になり、1917年に市となった。
第二次世界大戦（独ソ戦）ではドイツ軍に占領されたが、1943年には赤軍の大規模な反撃であるスモレンスクの戦いの舞台となり、8月13日に赤軍により解放された。